# Гвидо д’Ареццо

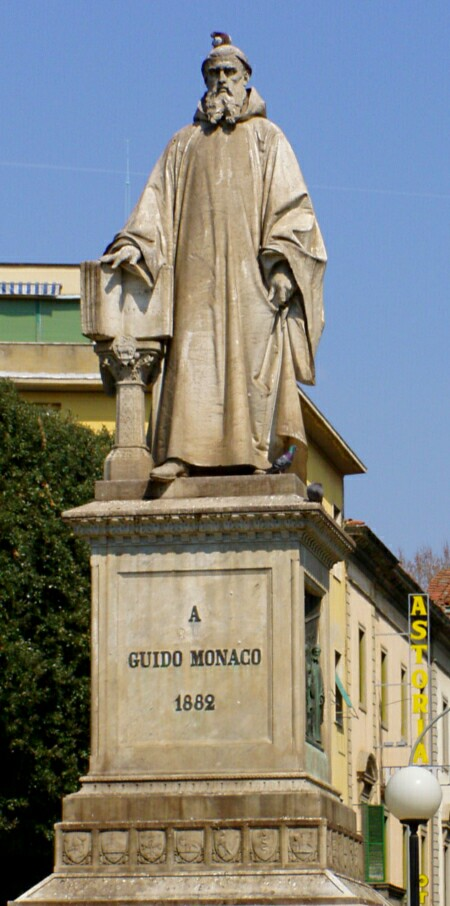
Памятник Гвидо Аретинскому в Ареццо (1882)

Гвидо д’Ареццо, Гви́до Арети́нский (итал. Guido d'Arezzo, лат. Guido Aretinus) около 992, Ареццо, Тосканская марка, Священная Римская империя или Помпоза, Папская область — 1050[…], Ареццо, Тосканская марка, Священная Римская империя) — итальянский теоретик музыки и педагог, один из крупнейших в эпоху Средних веков и самых значимых во всей истории западноевропейской музыки. Монах-бенедиктинец.

## Биография и труды
Дата и место рождения Гвидо неизвестны. Жил в бенедиктинском аббатстве Помпоза (близ Феррары), был там руководителем певческой школы. Серьёзная музыкальная реформа, которую Гвидо затеял в Помпозе, вызвала зависть братьев и неодобрение церковного начальства, из-за чего, по-видимому, ему пришлось оставить монастырь и переехать около 1025 года в Ареццо. 
Там Гвидо работал в кафедральном соборе под началом епископа Теодальда (ок. 990—1036), который благоволил монаху. По его заказу Гвидо написал свой самый большой трактат «Микролог», закрепил реформу музыкальной нотации (начатую ещё в Помпозе) составлением нового антифонария и там же изобрёл гексахордовую сольмизацию.
Из Ареццо Гвидо ездил (около 1031 г.) в Рим, где с успехом демонстрировал папе Иоанну XIX (понтификат в 1024─1032 годах) свой антифонарий. В Риме Гвидо встретился со своим прежним начальством, аббатом Гвидо Помпозским, который «покаялся» в том, что недооценивал новаторство Гвидо, и уговаривал его переехать в монастырь Помпозы, подавая его как «первый по значимости монастырь в Италии». 
Вернулся ли в Помпозу Гвидо, неизвестно; во всяком случае, последний свой труд «Послание», обращённый к его другу в Помпозе, Брату Михаилу, он написал, будучи «изгнан в дальние края» (prolixis finibus exulatus). Возможно, Гвидо окончил свои дни в камальдулийском монастыре. Это предположение основано на том, что именно в рукописях камальдулов обнаруживаются древнейшие следы музыкальной нотации Гвидо. Дата и место его смерти неизвестны.
Гвидо принадлежат четыре труда о музыке, из которых самым ранним считается трактат «Микролог» (Micrologus, между 1026 и 1030 годами). Другие труды (в хронологическом порядке): «Пролог к антифонарию» (Prologus in antiphonarium, 1030–1031 годы; сам легендарный Гвидонов антифонарий, для которого и был составлен этот инструктивный пролог, не сохранился), «Стихотворные правила [о музыке]» (Regulae rhythmicae, 1030–1031, первый в истории стихотворный учебник теории музыки) и «Послание Михаилу о незнакомом распеве» (Epistola ad Michaelem de ignoto cantu, 1031 или 1032 год) — именно здесь изложен революционный метод сольмизации. По мнению ряда учёных, Гвидо также является автором небольшого «Послания к миланскому архиепископу» (Epistola Widonis) теологического содержания.

## Учение
Гвидо прославился как реформатор музыкальной нотации. Старые невмы он поместил на линейках и между ними (точное число линеек на нотоносце не оговаривал). Две ключевые линейки — F и C — Гвидо определил как звуковысотные ориентиры, выделяя их на письме, соответственно, красным (точнее суриком) и жёлтым (точнее шафраном) цветом. Благодаря этому нововведению высота звука (прежде всего, в григорианской монодии, отчасти также в многоголосии) стала нотироваться более точно, чем в невменных рукописях до Гвидо. 
Он также ассимилировал октавную латинскую буквенную нотацию, впервые описанную в анонимных трактатах начала XI века — возможно, также при его участии. Одинаковые интервальные функции (положение данной ступени звукоряда по отношению к его окружению, другим звукоступеням) Гвидо обозначил одинаковыми латинскими буквами разного начертания — прописными, строчными и сдвоенными — по всему певческому диапазону:
| Оригинальная нотация Гвидо        | Γ[7] | Γ[7] | A | A | B | B | C | C | D | D | E | E | F | F | G | G | a | a | b/#[8] | b/#[8] | c  | c  | d  | d  | e  | e  | f  | f  | g  | g  | aa | aa | bb/## | bb/## | cc | cc | dd | dd | ee | ee |
| Классическое (немецкое) написание | G    | G    | A | A | H | H | c | c | d | d | e | e | f | f | g | g | a | a | b/h    | b/h    | c' | c' | d' | d' | e' | e' | f' | f' | g' | g' | a' | a' | b'/h' | b'/h' | c" | c" | d" | d" | e" | e" |
Помимо «абсолютных» высотных значений, зафиксированных буквами, Гвидо разработал систему относительных звуковысотных отношений. Для этой цели он выделил образцовую ступеневую «матрицу» в диапазоне гексахорда от C до a (ограничение гексахордом, а не гептахордом, вероятно, было продиктовано желанием избежать тритона), придав каждой из ступеней уникальный слог — ut, re, mi, fa, sol, la (см. «Ut queant laxis»). Систематическая привязка «относительных» слогов к «абсолютным» высотам в музыкальной педагогике позднее получила название сольмизации.
Поскольку гексахорд не охватывал всего (описанного самим Гвидо) певческого звукоряда, для перехода из одного гексахорда в другой он вероятно использовал технику подмены одного слога другим (аналог позднейшей тональной модуляции через общий аккорд) — эта техника позднее была названа мутацией:

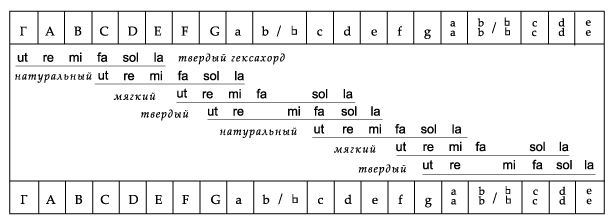
Гвидонов звукоряд (схема показывает привязку «абсолютных» букв к «относительным» слогам гексахорда)

## Рецепция
Реформа Гвидо моментально и с большим энтузиазмом были воспринята в Западной и Центральной Европе. Списки его рукописей уже во второй половине XI века, помимо (нынешней) Италии, отмечаются в монастырях (нынешних) Германии, Франции, Швейцарии, Австрии, Англии и др. стран. Учёные коллеги приписывали ему многие достижения (порой невероятные, вплоть до изобретения монохорда) и, прежде всего, методику разучивания незнакомых мелодий «по руке», которая с XII века и на протяжении нескольких последующих столетий получила известность как Гвидонова рука (лат. manus Guidonis).
Благодаря авторитету Гвидо латинская октавная буквенная нотация (ABCD...) и «слоговые» интервальные функции (ut/re/mi/fa/sol/la, так называемые «воксы») утвердились как общепринятая в Западной Европе двойная форма реферирования нот и их звукорядных (модальных) функций. Позже эта форма — с некоторыми региональными модификациями — была воспринята в России, в США и ряде других стран, и сохраняет свою значимость до наших дней — латинскими буквами принято записывать «абсолютную» высоту в обозначениях тональностей (Cis-dur, C sharp major и т.п.), Гвидоновыми слогами музыканты и в XXI веке сольфеджируют любую знакомую или незнакомую (например, при чтении с листа) мелодию.

## Издания и переводы трудов Гвидо
- Guidonis Micrologus, edidit J.M. Smits van Waesberghe // Corpus scriptorum de musica 4. Roma: American Institute of Musicology, 1955 (критическое издание «Микролога»);
- Tres tractatuli Guidonis Aretini, edidit J.M. Smits van Waesberghe // Divitiae musicae artis A.III. Buren, 1975 (критическое издание «Пролога»);
- Guidonis Aretini «Regulae rhythmicae», edidit J.M. Smits van Waesberghe // Divitiae musicae artis A.IV. Buren, 1985 (критическое издание «Стихотворных правил»);
- Guido d'Arezzo's Regule rithmice, Prologus in antiphonarium and Epistola ad Michahelem. A critical text and translation. With an introduction, annotations, indices and new manuscript inventories by Dolores Pesce. Ottawa: The Institute of Mediaeval Music, 1999 (критическое издание и перевод на англ. язык всех трактатов кроме «Микролога»);
- Micrologus Guidonis de disciplina artis musicae / R. Schlecht // Monatshefte für Musikgeschichte V (1873), S. 135–177  (перевод на нем. язык «Микролога»);
- Hermesdorff M. Micrologus Guidonis de disciplina artis musicae d.i. kurze Abhandlung Guidos über die Regeln der musikalischen Kunst. Trier, 1876 (перевод на нем. язык «Микролога»);
- Hermesdorff M. Epistola Guidonis Michaeli Monacho de ignoto cantu directa d.i. Brief Guidos an den Mönch Michael über unbekannten Gesang. Trier, 1884 (перевод на нем. язык «Послания»);
- Hucbald, Guido, and John on music: three medieval treatises. Translated by Warren Babb; edited, with introductions, by Claude V. Palisca. New Haven: Yale University Press, 1978, p. 57-83 (перевод "Микролога" на английский язык);
- Schriften zur Ars musica. Ausschnitte aus Traktaten des 5. - 11. Jahrhunderts, lateinisch und deutsch, hrsg. v. Margaretha Landwehr von Pragenau. Wilhelmshaven, 1986 (Taschenbücher zur Musikwissenschaft 86) (нем. перевод "Послания", фрагмента "Микролога").
- Strunk's Source Readings in Music History. Revised edition. New York: Norton, 1998, p.211-218 (перевод на англ. язык «Пролога к антифонарию» и «Послания о незнакомом распеве»).
- Гвидо Аретинский. Микролог: Главы 7-9. Пер. с лат., примеч., вступит. ст. Ю. В. Пушкиной // Старинная музыка. М., 2005. № 1-2, сс. 39-48.
- Гвидо Аретинский. Послание о незнакомом распеве. Пер. с лат. и комм. С. Н. Лебедева // Научный вестник Московской консерватории, 2015, № 1, с.29-47 (рус. перевод «Послания», с комментариями)
- Гвидо Аретинский. Микролог. Главы XVIII—XIX. Пер. с лат. В. А. Федотова // Федотов В. А. Начало западноевропейской полифонии. Владивосток, 1985, сс. 106—112.
- Гвидо Аретинский. Пролог к антифонарию. Пер. с лат. и комментарии Р. Л. Поспеловой // Sator tenet opera rotas. Юрий Николаевич Холопов и его научная школа. Москва, 2003, сс. 57-67.
- Guido d’Arezzo. Le opere. Micrologus, Regulae rhythmicae, Prologus in antiphonarium, Epistola ad Michaelem, Epistola ad archiepiscopum Mediolanensem. Testo latino e italiano / Intr., trad. e comm. a cura di Angelo Rusconi. 2da ed. Firenze: Sismel, 2008. LXXXVI, 186 pp. (издание латинских текстов и комментированный перевод на итальянский язык)
- Лебедев С. Н. Стихотворный трактат Гвидо Аретинского // Научный вестник Московской консерватории, 2018, № 1, с. 9-33 (включает рус. перевод трактата «Стихотворные правила», с комментариями)
- Гвидо Аретинский. Пролог к антифонарию / перевод, вступит. статья и коммент. С. Н. Лебедева // Музыкальная академия. 2023. № 1. С. 66–79.
- Гвидо Аретинский. Полное собрание сочинений / Редакция текстов, перевод и комментарий С. Н. Лебедева. М.: Московская консерватория, 2024. 408 с., илл.